# (1173) Anquises
Anchises és l'asteroide número 1173. Va ser descobert per l'astrònom Karl Wilhelm Reinmuth des de l'observatori de Heidelberg (Alemanya), el 17 d'octubre de 1930. La seva denominació alternativa és 1930 UB.